# Джефф Баена
Джеффрі Баена (англ. Jeffrey Baena; нар. 29 червня 1977, Маямі, Флорида, США — 3 січня 2025, Лос-Анджелес, Каліфорнія, США) — американський сценарист і кінорежисер. Він написав і зняв «Якщо твоя дівчина — зомбі» (2014), «Джоші» (2016), «Маленькі години» (2017), «Наїзниця» (2020) і «Кружляй мене» (2022), а також був співавтором сценарію «Змови» (2004). Він був відомий своєю частою співпрацею з актрисами Елісон Брі (з якою він був співавтором «Наїзниці» і «Кружляй мене»), Моллі Шеннон і його дружиною Обрі Плаза.
3 січня 2025 року Баена був виявлений мертвим у своєму будинку в Лос-Анджелесі; йому було 47.

## Раннє життя та освіта
Джеффрі Ленс Баена народився 29 червня 1977 року у родині Барбари (пізніше — Стерн) і Скотта Баени і виріс у світській єврейській родині в Маямі, штат Флорида. Його сім'я походила з Нью-Йорка і переїхала до Маямі через роботу батька юристом. Батьки Баени були розлучені, чим він частково пояснював своє темне почуття комедії. Його перша мачуха була маніакально-депресивною, і відповідно до Закону Бейкера у Флориді часто потрапляла до лікарні, але потім була звільнена, а Баена пізніше коментував системні проблеми в охороні психічного здоров'я. У Баени залишилися брат і двоє зведених братів і сестер.
Він закінчив школу мистецтв Тіша Нью-Йоркського університету за спеціальністю «кіно», а потім переїхав до Лос-Анджелеса, щоб зайнятися режисурою. Джефф, навіть не маючи на це наміру, отримав другорядну спеціальність з медієвістики після кількох курсів, коли він «захопився алхімічним лайном», а також відвідував уроки, пов'язані з філософією.

## Кар'єра
Баена став асистентом виробництва режисера Роберта Земекіса у фільмах «Що приховує брехня» та «Вигнанець» (обидва — 2000 року). Після роботи з Земекісом, Баена став помічником редактора режисера-сценариста Девіда О. Рассела. Після півтора років спільної роботи, в незначній автомобільній аварії Баена пошкодив одне око. Частково для того, щоб підтримати бадьорість духу і скоротати час під час одужання, Рассел почав обговорювати ідеї історій з Баєною. Зрештою вони разом співпрацювали над чотирма сценаріями, включаючи «Змову», яку Рассел зняв у 2004 році, і «Знайомство з Факерами» Джея Роуча (також 2004), для якого вони зробили зміни, не вказані в титрах:146–147. Філософська «Змова» не мала комерційного успіху, але швидко стала культовим хітом і отримала похвалу за амбіційність у своїй розповіді.
Баена планував, що комедійна драма «Джоші» стане його режисерським дебютом, але актор і співавтор Адам Паллі був змушений відкласти участь в проекті з особистих причин. Потім Баена вирішив попрацювати над зомбі-комедією «Якщо твоя дівчина — зомбі» за сценарієм, який він почав писати в 2003 році і яка й стала його дебютом. Цей фільм був у виробництві, але був відкладений на полицю незабаром після того, як був написаний сценарій, і був обраний знову лише після того, як комічна актриса Обрі Плаза шукала роль, а її агент згадав про сценарій; з появою Плази виробництво відновили. «Flavorwire» писав, що «контроль Баєни над матеріалом інколи непевний», тоді як Марк Кермоуд вважав, що Баена «тримає все більш-менш правдоподібно, уникаючи пояснень на користь ненормальної сімейної атмосфери».
Прем'єра «Якщо твоя дівчина — зомбі» відбулася на кінофестивалі «Санденс» у 2014 році на тому самому фестивалі, на якому в 2016 році відбулася прем'єра «Джоші» — другого фільму Баени. Обидва фільми знайшли культову аудиторію і є комедіями, які досліджують, як персонаж справляється зі смертю свого партнера; усі фільми Баени широко висвітлюють теми горя, втрати, кохання та психічного здоров'я. Критики високо оцінили увагу та турботу, яку Баена приділяв темам, які не часто розглядалися в голлівудських фільмах.
Коли виробництво «Джоші» відновилося, Баена надав своєму великому комедійному акторському складу радше 20-сторінковий план, а не сценарій, як експеримент, щоб «тримати людей у цьому моменті». Баена не проводив прослуховування, а наймав людей, які, як він знав, зможуть працювати в такому фільмі. Консенсус критиків Rotten Tomatoes щодо фільму підкреслив, що режисура Баена «вражає унікальним, обеззброююче щирим поєднанням чорного гумору та трагедії». «Los Angeles Times» хвалила те, що незважаючи на його імпровізаційний характер, «фільм ніколи не здається несфокусованим або безладним», Крісті Лемір відчула, що робота Баени покращилася з моменту його дебюту, а Гленн Кенні відзначив майстерність Баени у тональному диктуванні свого фільму.
«Джоші» був першим фільмом Баени, в якому знялася актриса Елісон Брі, хоч і епізодично, перш ніж вона зіграла головну роль у «Маленьких годинах». У третьому фільмі Баени, чорній комедії 2017 року, «Маленькі години» також знялися Плаза та Паллі, а також Джон Рейлі та Моллі Шеннон, постійні учасники ансамблів Баени. Натхненний уривками з «Декамерона», які вивчав Баена, фільм знову був значною мірою імпровізованим і базувався на відриві середньовічних вірувань від сучасних; Баена побачив у цій ідеї потенціал для гумору і трагедії. Оглядачі були вражені тим, наскільки добре спрацювала концепція, а Шейла О'Меллі з RogerEbert.com високо оцінила комедійну режисуру Баєни.
Він ще двічі був режисером Брі, у фільмах «Наїзниця» (2020) і «Кружляй мене» (2022), сценарії яких вони писали разом. В останньому також знялась Плаза. Обидві актриси, у різних ролях, брали участь у єдиній телевізійній роботі Баени, «Cinema Toast», телесеріалі-антології 2021 року, який він створив і був його виконавчим продюсером. Баена написав сценарій і зрежисував епізоди в серіалі, які переосмислювали кадри в суспільному надбанні, щоб розповісти сучасні історії.

## Особисте життя і смерть
З 2011 року Баена перебував у стосунках з актрисою Обрі Плаза. У 2021 році, на десяту річницю спільного життя, вони одружилися на невеликій церемонії на своєму задньому дворі.
3 січня 2025 року тіло Баени було виявлено в його будинку в Лос-Анджелесі його помічником, і він був оголошений мертвим на місці події. Йому було 47. Судмедексперт округу Лос-Анджелес повідомив, що причиною смерті стало самогубство через повішення. 82-га церемонія вручення премії «Золотий глобус» відбулася 5 січня, на якій переможець у номінації «за найкращу режисерську роботу» Бреді Корбет віддав належне Баені в кінці своєї промови.

## Фільмографія
Кіно
| Рік  | Назва                     | Режисер | Сценарист   | Продюсер | Прим.  |
| ---- | ------------------------- | ------- | ----------- | -------- | ------ |
| 2004 | Змова                     | Ні      | Так         | Ні       | [ 14 ] |
| 2004 | Знайомство з Факерами     | Ні      | не в титрах | Ні       | [ 16 ] |
| 2014 | Якщо твоя дівчина — зомбі | Так     | Так         | Ні       | [ 21 ] |
| 2016 | Джоші                     | Так     | Так         | Ні       | [ 14 ] |
| 2017 | Маленькі години           | Так     | Так         | Ні       | [ 8 ]  |
| 2020 | Наїзниця                  | Так     | Так         | Так      | [ 41 ] |
| 2022 | Кружляй мене              | Так     | Так         | Так      | [ 50 ] |

Television
| Рік  | Назва        | Режисер | Сценарист | Кріейтор | Виконавчий продюсер | Нотатки                           | Прим. |
| ---- | ------------ | ------- | --------- | -------- | ------------------- | --------------------------------- | ----- |
| 2021 | Cinema Toast | Так     | Так       | Так      | Так                 | Зняв 1 епізод, написав 9 епізодів | [ 8 ] |